# 白雪しおん
白雪 しおん（しらゆき しおん）は、日本の漫画家。代表作は『ROM-レス。』、『にこプリトランス』。

## 来歴
『龍虎絵巻』が第24回ガンガンWING新人マンガ賞で金の翼賞期待賞、『今夜、月の見える丘で、僕は-。』が第42回ガンガンWING新人マンガ賞 金の翼賞期待賞を受賞。
2004年、『まんがタイムきらら』6月号（芳文社）にて商業誌デビュー。
宙出版などでティーンズラブも執筆、また各ジャンルの小説の挿絵なども手がける。

## 作品リスト

### 漫画作品

#### オリジナル
- ROM-レス。（2004年 - 2007年、『まんがタイムきらら』など、芳文社）
- にこプリトランス（2004年 - 2008年、『まんがタイムきららMAX』、芳文社）
- レンタルきゅーと（2004年 - 2010年、『まんがタイムきららMAX』に不定期掲載 → 隔月連載、芳文社）
- たかねのはな（2004年、『まんがタイムきらら』10月号掲載、芳文社） - 読み切り
- -そら-（2007年 - 2009年、『まんがタイムきらら』、芳文社）
- 蜜恋♪リズム～Vo.ガク編～（他の著者との連作短編の内の1作品、2013年、電子書籍、KADOKAWA）
- 政略結婚の旦那様（仮）と恋を始めます。（2018年 - 2020年、『ル・ノエル』、宙出版、全3巻）
- AV男優とTL漫画家、今日から偽装結婚はじめます（原作：haru.、シナリオ：嘴ビロ子、2022年 - 2023年、『タテスクコミック』、KADOKAWA）

#### コミカライズ
- 愛の華 貴族に甘く口づけられて（原作：永谷圓さくら、キャラクター原案：坂本あきら、2016年10月刊、単行本描きおろし、宙出版）
- S公爵のみだらな尋問！（原作：七福さゆり、キャラクター原案：もぎたて林檎、2017年5月刊、単行本描きおろし、宙出版）
- 侯爵令嬢は手駒を演じる（原作：橘千秋[1]、キャラクター原案：蒼崎律、2021年 - 連載中、『アリアンローズコミックス』、フロンティアワークス、既刊7巻）
- 負け確定のライバル令嬢に転生したので王子様は諦めます。（原作：春氷先生、構成：稲荷木つむぎ、キャラクター原案：陽葉ヨウ、2022年 - 連載中、『Renta!』、DeNIMO）
- 相談先、間違えました～彼氏を奪ったワタシの親友と彼女を奪ったオレの親友～（原作：雪村こはる、『コミックアラカルト』（BookLive、BookLiveコミック内）、2022年 - 2023年、コミックアラカルト）※オンライン投稿小説が原作

### アンソロジー
- かなめもアンソロジー（『まんがタイムきららMAX』2009年11月号付録[2]）
- けいおん!アンソロジーコミック Vol.4（2011年5月27日発売[3]、芳文社）